# Franz Kahn (Zionist)
Franz Kahn (geboren 13. Juni 1895 in Pilsen, Österreich-Ungarn; gestorben Oktober 1944 im KZ Auschwitz) war ein tschechoslowakischer Zionist und Verbandsfunktionär, der Opfer des Holocaust wurde.

## Leben
Franz Kahn begann nach der Matura ein Studium der Rechtswissenschaft. Am Ersten Weltkrieg nahm er als Soldat der Gemeinsamen Armee teil und verlor aufgrund einer schweren Kriegsverletzung seinen linken Arm. Nach Kriegsende schloss er sein Jurastudium ab.
Bereits während seiner Schulzeit engagierte er sich in der zionistischen Jugendbewegung Blau-Weiß. Ab 1921 war er Generalsekretär der zionistischen Organisationen der Tschechoslowakei mit Dienstsitz Mährisch Ostrau und Direktor des Büros des zionistischen Kongresses. Er war Mitorganisator der Zionistenkongresse. Er arbeitete im Büro des Hechaluz und engagierte sich in enger Zusammenarbeit mit Jakob Edelstein für die Auswanderung von Jugendlichen nach Palästina.
Nach der deutschen Annexion Tschechiens Mitte März 1939 blieb Kahn in seiner Heimat und lehnte die Emigration ab, um die jüdischen Interessen vor Ort weiter zu vertreten. Mit seiner Ehefrau Olga war er Ende 1938 von Mährisch Ostrau nach Prag gezogen, seine Tochter und sein Sohn emigrierten im Oktober 1939 nach England. Kahn und Edelstein waren die offiziellen Ansprechpartner der zionistischen Organisationen sowie des Sicherheitsdienstes (SD) und staatlichen Stellen. Nachdem Edelmann im Dezember 1941 ins Ghetto Theresienstadt eingewiesen wurde, konnte Kahn mit seiner Ehefrau noch etwa ein Jahr bei der Jüdischen Kultusgemeinde Prag arbeiten. Ende Januar 1943 wurde Kahn dort gemeinsam mit Richard Friedmann festgenommen und ins Ghetto Theresienstadt deportiert, ihre Ehefrauen einen Tag später. Sowohl Friedmann als auch Kahn wollten keine leitende Rolle im Judenrat von Theresienstadt übernehmen. Kahn wurde jedoch in der Kulturabteilung Fachleiter für das Vorlesungswesen mit Schwerpunkt auf Zionismus und Judentum. Laut Hans Günther Adler zählte er zu den begabtesten Zionisten im Ghetto. Bemühungen aus dem Ausland um seine Freilassung blieben erfolglos.
Kahn wurde am 4. Oktober 1944 mit weiteren jüdischen Funktionären in das KZ Auschwitz-Birkenau deportiert und dort umgehend nach Ankunft vergast.

## Schriften
- Abhandlungen zum internationalen Privatrecht, 1928.